# 白斑鸚嘴魚
灰鸚嘴魚，又名白斑鸚哥魚，俗名鸚哥、青衣，為輻鰭魚綱鱸形目隆頭魚亞目鸚哥魚科的其中一種。

## 分布
本魚分布於印度太平洋區，包括紅海、東非、南非、模里西斯、塞席爾群島、安達曼海、琉球群島、台灣、越南、泰國、菲律賓、印尼、中國沿海、澳洲、新幾內亞、新喀里多尼亞、密克羅尼西亞、馬里亞納群島、馬紹爾群島、斐濟群島、夏威夷群島、法屬玻里尼西亞等海域。

## 深度
水深3至30公尺。

## 特徵
本魚開始型雌魚體色多變異，體色為均一暗棕色到淡棕色，尾柄部有或沒有淡色區域。終端型雄魚體色亦多變異，體藍綠色，各鱗片具橘黃色緣，有時頰部及體後部分具黃色大斑，背鰭及臀鰭的鰭緣具有寬的藍綠色縱紋。尾鰭藍綠色具較淡色之輻射狀斑紋，且為圓形近乎截型尾。背鰭硬棘9枚、背鰭軟條10枚、臀鰭硬棘3枚、臀鰭軟條9枚。體長可達30公分。

## 生態
幼魚生活於珊瑚茂盛或淺的珊瑚礁平台水域。成魚喜洄游於夜間睡覺的地方和日間覓食場之間，且其間之距離甚短。吃底部的藻類為生。

## 經濟利用
食用魚，食用時宜用清蒸。另外，因體型較小，故常做為觀賞魚。